# 周澂
周澂（1422年—？），字伯淵，直隸蘇州府吳縣人，武功中衛軍匠藉，明朝政治人物。進士出身。

## 生平
順天府鄉試第十名。景泰二年（1451年）辛未科會試第一百六十九名，殿試登進士第二甲第六十五名。

## 家族
曾祖周福。祖父周仲斌，父亲周士傑。